# Panglima Sugala
Panglima Sugala là một đô thị hạng 3 ở tỉnh Tawi-Tawi, Philippines. It is the capital municipality of Tawi-Tawi. Theo điều tra dân số năm 2000, đô thị này có dân số 33.315 người trong 5.406 hộ.

## Các đơn vị hành chính
Panglima Sugala được chia thành 17 barangay.
| - Balimbing Proper - Batu-batu (Pob.) - Buan - Dungon - Luuk Buntal - Parangan - Tabunan - Tungbangkaw - Bauno Garing | - Belatan Halu - Karaha - Kulape - Liyaburan - Magsaggaw - Malacca - Sumangday - Tundon |